# وارتسیخه
وارتسیخه (به لاتین: Vartsikhe) یک منطقهٔ مسکونی در گرجستان است که در شهرداری باقداتی واقع شده‌است. وارتسیخه ۱٬۵۵۹ نفر جمعیت دارد و ۸۰ متر بالاتر از سطح دریا واقع شده‌است.